# LGV Milan - Vérone
 (octobre 2020).
La LGV Milan-Vérone-Venise est une voie ferrée à grande vitesse italienne en construction, qui, lorsqu'elle sera terminée, reliera, en Italie du Nord, les villes de Milan (Lombardie) et Venise (Vénétie). Elle sera équipée pour la plus grande partie de son tracé des standards italiens de lignes à grande vitesse (Alta Velocità) et grande capacité (Alta Capacità).
La construction des 280 km de la ligne est phasée en plusieurs étapes :
- le tronçon de Milan Lambrate à Pioltello, mis en service le 5 mai 2003,
- le tronçon de Milan à Treviglio (27 km), prend la forme de deux voies supplémentaires sur la ligne existante, est en service depuis le 10 juin 2007,
- le tronçon Treviglio-Brescia (39 km) a été mis en service le 10 décembre 2016,
- le tronçon de Brescia à Vérone (50 km), est en construction, les travaux ont débuté à l'automne 2019 et comprennent 17 km de tunnels. Ils doivent s'achever en juin 2026[1].
- le tronçon de Vérone à Padoue (80 km), est en construction,
- le tronçon de Padoue à Venise (29 km), a été mis en service le 1er mars 2007,

## Histoire
Le projet de la gare de Milan Lambrate jusqu'à Treviglio fut approuvé dès 1995. La portion allant de la gare de Milan-Lambrate à la gare de Pioltello-Limito fut terminée en 2000, tandis que la connexion jusqu'à Treviglio fut mise en service le 10 juin 2007.
La ligne est longue de 37 kilomètres et a coûté un peu moins de 290 millions d'€uros.
Le projet définitif de la ligne de Treviglio à Brescia a été approuvé par le CIPE en novembre 2007, avec un financement dans le cadre du DPEF (plan pluriannuel d'investissements) 2007-2011, s'élevant à 2,02 milliards d'€uros. Le 7 mars 2001, l'accord entre RFI, gestionnaire du réseau italien, et CEPAV Due, société concessionnaire, pour le lancement du premier lot de construction de la ligne, pour un montant de 700 millions, est signé. Le travail effectif a commençé en mai 2012.